# José Oubrerie
José Oubrerie, né le 9 novembre 1932 à Nantes et mort le 10 mars 2024, à Lexington (Kentucky), est un architecte français qui fut l'assistant de Le Corbusier (son dernier assistant vivant), et un ancien collaborateur de l'agence Corbu. Il enseigna également l'architecture à la Knowlton School of Architecture de l'université d'État de l'Ohio, à Columbus dans l'Ohio.

## Projets
- Firminy, Église Saint-Pierre avec Le Corbusier; 1960–70, 1970–78, 2003–06
- Miller House (Lexington, Kentucky) 1988–1992
- French Cultural Center, Damas, Syrie; 1988
- Centre Le Corbusier, Zurich, Suisse; 1963-1967 avec Le Corbusier, G. Jullian, et al.

## Publications
- "L'Oriente di Jeanneret", Parametro, 1986,143, G. Gresleri, L. Benevolo, G. Trebbi, P. L. Cervellati, L. M. Colli, I. Zannier, C. de Seta, J. Oubrerie, E. Masi, K. Frampton, p. 1–1, 6–64